# Saint-Izaire
Saint-Izaire är en kommun i departementet Aveyron i regionen Occitanien i södra Frankrike. Kommunen ligger  i kantonen Saint-Affrique som ligger i arrondissementet Millau. År 2022 hade Saint-Izaire 318 invånare.

## Befolkningsutveckling
Antalet invånare i kommunen Saint-Izaire
Referens: INSEE